# Taeniotes chapini
Taeniotes chapini là một loài bọ cánh cứng trong họ Cerambycidae.